# José Manuel Lasa
José Manuel Lasa Urquia (ur. 21 maja 1940 w Oiartzun) – hiszpański kolarz szosowy, dwukrotny medalista mistrzostw świata.

## Kariera
Największy sukces w karierze José Manuel Lasa osiągnął w 1965 roku, kiedy zdobył srebrny medal w wyścigu ze startu wspólnego amatorów podczas mistrzostw świata w San Sebastián. W zawodach tych wyprzedził go jedynie Francuz Jacques Botherel, a trzecie miejsce zajął Włoch Battista Monti. Na tych samych mistrzostwach wspólnie z Venturą Díazem, José Manuelem Lópezem i Domingo Perureną zdobył też srebrny medal w drużynowej jeździe na czas. Ponadto w 1966 roku zajął trzecie miejsce w Semana Catalana de Ciclismo, a w 1969 roku wygrał Klasika Primavera. Trzykrotnie startował w Vuelta a España, najlepszy wynik osiągając w 1969 roku, kiedy zajął czwarte miejsce w klasyfikacji generalnej. Dwukrotnie startował w Tour de France: w 1967 roku zajął 74. miejsce, a rok później nie ukończył rywalizacji. W 1970 roku zajął 28. miejsce w klasyfikacji generalnej Giro d’Italia. W 1964 roku wystartował w wyścigu ze startu wspólnego na igrzyskach olimpijskich w Tokio, zajmując 23. miejsce. Jako zawodowiec startował w latach 1965-1970.
Jego brat Miguel María Lasa również był kolarzem.